# Сологубовка (деревня)
Сологу́бовка — деревня во Мгинском городском поселении Кировского района Ленинградской области.
Вблизи деревни расположено крупное немецкое военное кладбище, а также православная церковь Успения Богородицы.

## Название
Деревня Сологубовка, обязана своим названием графу Ивану Антоновичу Соллогубу. Польский шляхтич сделал в России военную карьеру, став генерал-майором. В 1784 году он получил от Екатерины Второй в подарок обширное имение Успенское в Шлиссельбургском уезде, куда переселил своих крестьян из Польши и Литвы. Одна из деревень получила название Сологубовка.

## История
Мыза Успенская упоминается на карте Ингерманландии А. Ростовцева 1727 года.
Как мыза Лезинская имение Успенское обозначено на карте Санкт-Петербургской губернии 1792 года А. М. Вильбрехта.
На карте Санкт-Петербургской губернии Ф. Ф. Шуберта 1834 года упоминается деревня Салагубовка, состоящая из 50 крестьянских дворов.
Затем ею владели купцы Кусовниковы, известные по всей России своими богатствами и чудачествами, а с 1837 года до революции 1917 года продолжался сологубовский период князей Юсуповых. Это было время расцвета обширных угодий имения Успенское, переименованного ими в Благовещенское.

УСПЕНСКОЕ (СОЛОГУБОВКА) — село принадлежит действительной тайной советнице княгине Татьяне Юсуповой, число жителей по ревизии: 181 м. п., 225 ж. п. 
 В оном: церковь деревянная во имя Успения Пресвятой Богородицы. (1838 год)

Князь Борис Николаевич Юсупов стал в 1849 году инициатором строительства каменной церкви Успения Божией Матери на высоком берегу реки Мга, разделяющей деревни Сологубовка и Лезье. Основой послужил проект известного петербургского архитектора Василия Моргана. В 1852 году церковь была построена. Однако, теснота храма, увенчанного традиционным пятиглавием, вызвала необходимость его расширения и постройки колокольни, которую взяли на себя в 1880 году церковный староста Дмитрий Бычков и настоятель Успенской церкви, протоиерей Николай Лебедев. Первоначально предполагалось посвятить храм Благовещению Пресвятой Богородицы, но планы переменились и церковь была освящена в честь Успения Божией Матери.
На карте профессора С. С. Куторги 1852 года она обозначена как деревня Салагубова (Успенское).

УСПЕНСКОЕ (СОЛОГУБОВКА) — село князя Юсупова, по почтовому тракту и просёлочной дороге, число дворов — 118, число душ — 208 м. п. (1856 год)

Число жителей деревни по X-ой ревизии 1857 года: 228 м. п., 298 ж. п..

УСПЕНСКОЕ (СОЛОГУБОВКА) — деревня владельческая при реке Мга и колодцах, число дворов — 119, число жителей: 229 м. п., 297 ж. п.; Церковь православная. Школа. (1862 год)

Согласно подворной переписи 1882 года в селе проживали 93 семьи, число жителей: 244 м. п., 246 ж. п.; разряд крестьян — временнообязанные, а также пришлого населения 1 семья, в них: 4 м. п., 4 ж. п..

СОЛОГУБОВКА — деревня бывшая владельческая Лезьинской волости при реке Мге, дворов — 82, жителей — 493; Молитвенный дом раскольничий, три лавки. (1885 год)

Согласно данным первой переписи населения Российской империи:

САЛОГУБОВКА — деревня, православных — 75, староверов (беспоповцев) — 418, мужчин — 232, женщин — 261, обоего пола — 493. (1897 год)

В конце XIX — начале XX века деревня административно относилась к Лезьенской волости 1-го стана Шлиссельбургского уезда Санкт-Петербургской губернии.
- План деревни Сологубовка. 1913 год

К 1913 году количество дворов в деревне увеличилось до 90.
Освящённый в 1881 году храм некоторое время сохранял свои формы и после революции, хотя с 30-х годов прошлого столетия уже больше не использовался для религиозных нужд. Здесь разместился клуб, затем склад. Последний настоятель храма протоиерей Александр Вишняков был расстрелян в 10-ю годовщину Великой Октябрьской социалистической Революции 8 ноября 1927 года.
С 1917 по 1923 год деревня Сологубовка входила в состав Лезьенской волости Шлиссельбургского уезда.
С 1924 года в составе Лезьенского сельсовета Ленинградского уезда.
Согласно данным переписи населения СССР 1926 года в деревне Сологубовка проживали 615 человек — большинство русские, а также эстонцы и латыши.
С февраля 1927 года в составе Мгинской волости. С августа 1927 года в составе Мгинского района.
По данным 1933 года деревня называлась Сологубовка и входила в состав Лезьенского сельсовета Мгинского района.
- План деревни Сологубовка. 1941 год

Согласно топографической карте РККА 1941 года деревня насчитывала 115 дворов. В деревне находилась церковь, мукомольная мельница и сельсовет.
Деревня была освобождена от немецко-фашистских оккупантов 22 января 1944 года.
В 1958 году население деревни Сологубовка составляло 330 человек.
С 1960 года в составе Тосненского района.
По данным 1966 и 1973 годов деревня Сологубовка являлась административным центром Лезьенского сельсовета Тосненского района, в деревне располагалась центральная усадьба совхоза «Мгинский».
По данным 1990 года в деревне Сологубовка проживал 441 человек. Деревня являлась административным центром Лезьенского сельсовета Кировского района в который входили 11 населённых пунктов: деревни Войтолово, Иваново, Кирсино, Лезье, Муя, Петрово, Пухолово, Сологубовка, Турышкино; посёлок Молодцово; посёлок при станции Сологубовка, общей численностью населения 2206 человек.
В 1997 году в деревне Сологубовка Лезьенской волости проживал 421 человек, в 2002 году — 361 человек (русские — 92 %).
В 2007 году в деревне Сологубовка Мгинского ГП — 385 человек.

## География
Деревня расположена в юго-западной части района на автодороге 41А-004 (Павлово — Луга).
Расстояние до административного центра поселения — 11 км.
Расстояние до районного центра — 26 км.
Расстояние до ближайшей железнодорожной станции Мга — 10 км.
Деревня находится на правом берегу реки Мга. Напротив, на другом берегу реки, находится деревня Лезье.

## Демография
| 1838 | 1862 | 1885 | 1897 | 1990 | 1997 | 2007 |
| ---- | ---- | ---- | ---- | ---- | ---- | ---- |
| 406  | ↗527 | ↘493 | →493 | ↘441 | ↘421 | ↘385 |
| 2010 | 2017 |      |      |      |      |      |
| ↘381 | ↗395 |      |      |      |      |      |

## Немецкое военное кладбище
По окончании войны все немецкие кладбища по приказу Сталина, изданному в 1945 году, были уничтожены.
В 1992 году было достигнуто российско-германское военное соглашение, по которому немецкая сторона получила официальное разрешение российского правительства на поиски захоронений немецких солдат и устройство мемориалов. В этом существенную помощь оказал Народный союз Германии по уходу за военными захоронениями — добровольная общественная организация, бюджет которой на 90 % состоит из членских взносов и пожертвований.
В 1994 году правительство Ленинградской области выделило под строительство немецкого кладбища 5 гектаров земли в деревне Сологубовка.
Сейчас на нём перезахоронено около 22 000 солдат германских вооружённых сил. К сроку окончания поисковых работ здесь найдут своё упокоение останки около 80 000 бывших военнослужащих Вермахта.
Здесь же предполагалось установить и памятник советским солдатам.
- Крупнейшее немецкое воинское кладбище. 2006 год
- Памятная доска на военном кладбище в Лезье-Сологубовке. 2006 год
- Памятный крест. 2004 год

## Храм примирения у деревни Сологубовка
Сама церковь с приближением фронта превратилась в идеальный ориентир для советской дальнобойной артиллерии, по которому осуществлялась корректировка целей в районе занятого немцами железнодорожного узла в Мге.
В штабе 18-й армии вермахта было принято решение демонтировать купола церкви, которые были видны за многие километры. В связи с тем, что здание церкви продолжало использоваться для различных целей, купола не стали взрывать, а немецкие сапёры 21-го батальона сняли их с применением инженерно-технических средств в течение недели. С 26 марта по 1 апреля 1943 года сапёрам удалось завершить демонтаж, сложив купола рядом с храмом. Все это время в церкви продолжала работать немецкая почтовая служба, а одна из пристроек служила здешней русской церковной общине местом совершения религиозных обрядов. В подвале, защищавшем от бомб и снарядов, располагался полевой госпиталь вермахта. Дальнейшая судьба куполов осталась неизвестной.
21 января 1944 года Мга, а затем и Сологубовка были освобождены советскими войсками. Церковь, лишённая куполов, представляла развалины. На долгие послевоенные годы она превратилась в склад, а с развалом совхозов стала ненужной и для этих целей. Над руинами вырос лес, дорога к храму также заросла.
После выбора рядом с церковью участка для строительства крупнейшего в мире захоронения немецких солдат первоначально планировалось взорвать руины храма и по освободившемуся месту проложить дорогу к кладбищу. Этому воспротивилась местная православная община, жители и власти, а также ветеранские и миротворческие общественные организации.
Православный приход, представлявший собой паству священника Вячеслава Харинова по его инициативе принял решение восстановить храм не только как памятник архитектуры XIX века, но и как памятник примирению русского и немецкого народов. Была произведена консервация стен и возведена временная крыша, что защитило здание от дальнейшего разрушения, но его реставрация была невозможна ввиду отсутствия у администрации области средств. Ситуация изменилась после принятия совместного германо-советского соглашения. В роли генерального спонсора выступил народный союз.
Народный союз Германии по уходу за воинскими захоронениями активно и деятельно поддержал инициативу церковной общины восстановить сообща разрушенное здание, сделав его Храмом-памятником, наглядным символом примирения некогда враждовавших народов. Народный союз Германии выступил в роли генерального спонсора, а после объявления в западной прессе стали поступать средства как из Европы, так и Америки. Храм был открыт после реставрации 20 сентября 2003 года. Один из его приделов посвящён покровителю русского воинства великомученику Георгию Победоносцу. В этом же приделе хранятся синодики с именами погибших и пропавших без вести российских солдат, служащие для церковного их поминовения. Материалы посвящённые памяти жертв блокады Ленинграда размещаются в крипте церкви.
23 декабря 1998 года по инициативе американского кинорежиссёра, немца по происхождению Норберта Люциуса, снимавшего фильм о примирении «Война и любовь», на кладбище был установлен крест при поддержке Народного союза Германии, Центра немецкой культуры и примирения Ларисы Кнолль, а также Центра «Примирение».
Теперь на прилегающей к храму и кладбищу территории продолжается создание первого российско-германского Парка мира. Это будет уникальная архитектурно-парковая мемориальная зона, куда помимо Успенской церкви и немецкого воинского захоронения, войдут и Аллея скульптур, образцы ландшафтной архитектуры, и обустроенный источник родниковой воды, в течение столетий существовавший у подножия Божьей горы и почитавшийся местными жителями. В подвалах Успенского храма разместился совместный российско-германский Музей истории храма, а в Георгиевском приделе собраны материалы о памяти жертв войны, посвящённый идее примирения над могилами погибших солдат России и Германии. Храм занесён ныне в списки памятников культуры.
Иконостас церкви уникален тем, что его иконы написаны немецким солдатом Андреасом Блоком, который был ранен под Сталинградом и лишился ноги. Незадолго до смерти он обратился к отцу Вячеславу с просьбой поместить эти иконы в храме. «Это моё покаяние и приношение всем жертвам войны» — написал он.

Сегодня нельзя не отметить выдающийся вклад Народного союза Германии в осуществление этого замечательного проекта, обещающего стать ещё одним примером дружеского сотрудничества, культурного обмена и дальнейшего сближения некогда враждовавших народов. Неожиданно и ценно то, что столь крупный культурный и миротворческий проект возник по инициативе русской Православной Церкви и реализовывался, в первую очередь, благодаря неустанной энергии и настойчивости настоятеля Успенского храма, священника Вячеслава Харинова.— Лебедев, Юрий Михайлович (Председатель центра «Примирение»)
- Успенская церковь и памятник советским солдатам
- Благоустроенный источник. 2006 год
- Кладбище и церковь

## Инфраструктура
- Крестьянское фермерское хозяйство «Сологубовка»[34].

## Улицы
Полевая, Речная.